# André Boesmans
André Boesmans is een Belgisch voormalig politicus voor de SP.

## Levensloop
In 1986 volgde hij partijgenoot Rik Boel op als burgemeester van Tienen en zette diens coalitie met de Volksunie en de VSD van André Moreau verder, ook na de gemeenteraadsverkiezingen van 1988. Na een crisis in de Volksunie verlieten de twee Volksunie-schepenen, Vital Valkeniers en Eddy Poffé, in 1992 hun partij en sloten ze aan bij de VLD. Ze werden vervangen door twee andere Volksunie-verkozenen. Na de lokale verkiezingen van 1994 werd Boesmans als burgemeester opgevolgd door zijn partijgenoot Marcel Logist.